# گائونسان
گائونسان (به لاتین: Gaeunsan) یک کوه در کره جنوبی است که در Chungcheongbuk-do, South Korea واقع شده‌است. گائونسان ۵۷۵ متر بالاتر از سطح دریا واقع شده‌است.